# 上迪斯巴赫

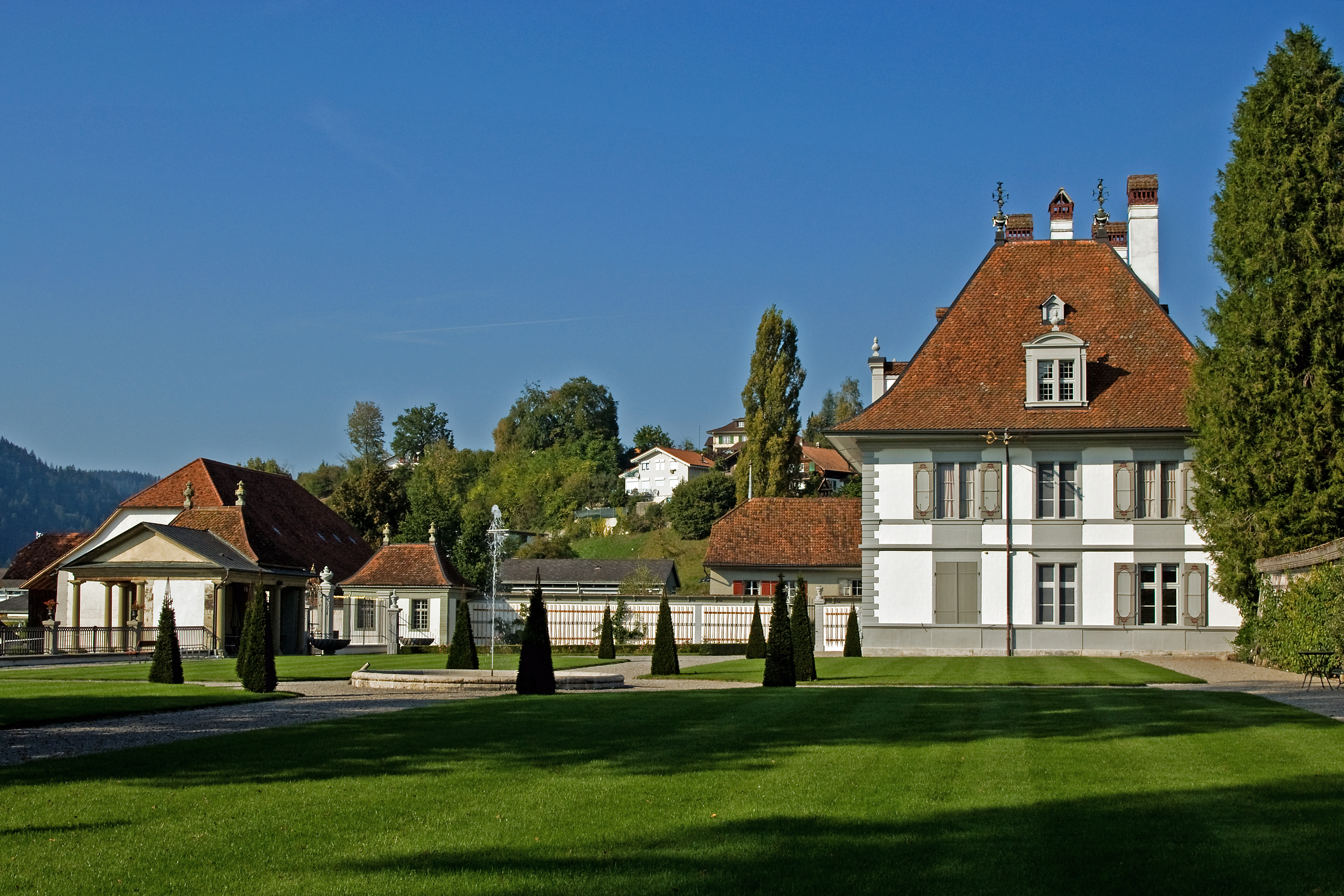

上迪斯巴赫是瑞士的城鎮，位於該國中西部，由伯恩州負責管轄，面積13.04平方公里，海拔高度605米，2011年人口3,101，七成半人口信奉基督教，人口密度每平方公里238人。